# العلاقات البوليفية الليتوانية
العلاقات البوليفية الليتوانية هي العلاقات الثنائية التي تجمع بين بوليفيا وليتوانيا.

## مقارنة بين البلدين
هذه مقارنة عامة ومرجعية للدولتين:
| وجه المقارنة                                              | بوليفيا                                          | ليتوانيا                                                    |
| --------------------------------------------------------- | ------------------------------------------------ | ----------------------------------------------------------- |
| المساحة (كم2)                                             | 1.10 مليون                                       | 65.30 ألف                                                   |
| عدد السكان (نسمة)                                         | 11.05 مليون                                      | 2.79 مليون                                                  |
| الكثافة السكانية (ن./كم²)                                 | 10.05                                            | 42.73                                                       |
| العاصمة                                                   | سوكري، لاباز                                     | فيلنيوس، كاوناس                                             |
| اللغة الرسمية                                             | اللغة الإسبانية، اللغة الأيمرية، كتشوا، غوارانية | اللغة الليتوانية                                            |
| العملة                                                    | بوليفاريو بوليفي                                 | ليتاس ليتواني، يورو                                         |
| الناتج المحلي الإجمالي (بليون دولار)                      | 37.51 مليار                                      | 47.17 مليار                                                 |
| الناتج المحلي الإجمالي (تعادل القوة الشرائية) بليون دولار | 74.58 مليار                                      | 84.06 مليار                                                 |
| الناتج المحلي الإجمالي الاسمي للفرد دولار أمريكي          | 3.08 ألف                                         | 14.15 ألف                                                   |
| الناتج المحلي الإجمالي للفرد دولار أمريكي                 | 6.63 ألف                                         | 27.69 ألف                                                   |
| مؤشر التنمية البشرية                                      | 0.662                                            | 0.839                                                       |
| رمز المكالمات الدولي                                      | +591                                             | +370                                                        |
| رمز الإنترنت                                              | .bo                                              | .lt                                                         |
| المنطقة الزمنية                                           | 00                                               | ت ع م+02:00، ت ع م+03:00، أوروبا/فيلنيوس ‏، توقيت شرق أوروبا |

## منظمات دولية مشتركة
يشترك البلدان في عضوية مجموعة من المنظمات الدولية، منها:
| علم المنظمة | اسم المنظمة                        | تاريخ انضمام بوليفيا | تاريخ انضمام ليتوانيا |
| ----------- | ---------------------------------- | -------------------- | --------------------- |
|             | الاتحاد البريدي العالمي            | ?                    | ?                     |
|             | مؤسسة التنمية الدولية              | 21 يونيو 1961        | 23 سبتمبر 2011        |
|             | منظمة حظر الأسلحة الكيميائية       | ?                    | ?                     |
|             | منظمة التجارة العالمية             | 12 سبتمبر 1995       | ?                     |
|             | الأمم المتحدة                      | 14 نوفمبر 1945       | 17 سبتمبر 1991        |
|             | وكالة ضمان الاستثمار متعدد الأطراف | 3 أكتوبر 1991        | 8 يونيو 1993          |
|             | منظمة الشرطة الجنائية الدولية      | ?                    | ?                     |
|             | مؤسسة التمويل الدولية              | 20 يوليو 1956        | 15 يناير 1993         |
|             | الاتحاد الدولي للاتصالات           | 1 يونيو 1907         | 1 يوليو 1923          |
|             | البنك الدولي للإنشاء والتعمير      | 27 ديسمبر 1945       | 6 يوليو 1992          |
|             | يونسكو                             | 13 نوفمبر 1946       | 7 أكتوبر 1991         |

## وصلات خارجية
- موقع وزارة الخارجية البوليفية
- موقع وزارة الخارجية الليتوانية